# Austin Corbett
Austin Corbett (* 5. September 1995 in Reno, Nevada) ist ein US-amerikanischer American-Football-Spieler in der National Football League (NFL). Er spielt für die Carolina Panthers als Guard.

## NFL

### Cleveland Browns
Die Cleveland Browns wählten Corbett in der zweiten Runde des NFL Draft 2018 aus. Am 6. Mai unterzeichnete Corbett einen Vierjahresvertrag über 7,568 Millionen Dollar mit einem Signing Bonus von 3,584 Millionen Dollar.

### Los Angeles Rams
Die Browns tauschten Corbett am 15. Oktober 2019 für einen Fünftrunden-Pick der Rams im NFL Draft 2021. In der Saison 2021 gewann Corbett mit den Los Angeles Rams den Super Bowl LVI.

### Carolina Panthers
Im März 2022 nahmen die Carolina Panthers Corbett unter Vertrag.